# Vương triều thứ Năm của Ai Cập
Vương triều thứ Năm của Ai Cập cổ đại được các vua Ai Cập cai trị từ năm 2494 đến năm 2345 trước Công nguyên (một khoảng thời gian của thời kỳ Cổ Vương quốc).

## Các Pharaon
| Tên vua           | Tên Ngai    | Trì vì (trước Công nguyên) | Kim tự tháp                           | Chồng/Vợ                   | Thứ tự theo Danh sách Vua Turin |
| ----------------- | ----------- | -------------------------- | ------------------------------------- | -------------------------- | ------------------------------- |
| Userkaf           | Irimaat     | 2494 – 2487                | Piramida di Saqqara                   | Khentkaus I ? Neferhetepes | 26                              |
| Sahure            | Nebkhau     | 2487 – 2475                | Piramida di Abusir                    | Neferetnebty               | 27                              |
| Neferirkare Kakai | Neferirkare | 2475 – 2455                | Piramida di Abusir                    | Khentkaus II               | 28                              |
| Shepseskare Isi   | Shepseskare | 2455 – 2448                | Kemungkinan di Abusir                 |                            |                                 |
| Neferefre         | Neferkhau   | 2448 – 2445                | Piramida yang belum selesai di Abusir |                            | 29                              |
| Nyuserre Ini      | Nyuserre    | 2445 – 2421                | Piramida diAbusir                     | Reptynub                   | 30                              |
| Menkauhor Kaiu    | Menkauhor   | 2421 – 2414                | "Piramida tanpa kepala" di Saqqara    | Meresankh IV?              | 31                              |
| Djedkare Isesi    | Djedkare    | 2414 – 2375                | Piramida di Saqqara                   |                            | 32                              |
| Unas              | Wadjtawy    | 2375 – 2345                | Piramida di Saqqara                   | Nebet (vương hậu) Khenut   | 33                              |